# Cydia deshaisiana
Espèce
Cydia deshaisiana (le carpocapse des euphorbiacées) ou papillon du pois sauteur vit au Mexique ; sa larve s'introduit et se développe dans les capsules à trois loges des plantes du genre Sebastiania (S. pavoniana ou S. palmeri). Ces graines sont bien connues sous le nom de pois sauteur du Mexique depuis que le magazine Pif Gadget les a fait connaître en 1971.

## Observation
Le papillon pond ses œufs sur la jeune graine. La larve la ronge, entre dans la graine, et ferme l’orifice avec un bouchon de soie pour la durée de sa croissance. 
Elle se fixe à l’intérieur de la fève grâce à de nombreux fils de soie, par des crochets anaux et quatre pattes abdominales. Quand la fève est rapidement réchauffée, par exemple en étant tenue dans la paume de la main, la larve se détend spasmodiquement, tirant sur les fils et provoquant le saut caractéristique. Pois « sauteur » est souvent exagéré, mais les fèves sont néanmoins loin d'être immobiles.
La larve peut vivre pendant des mois à l'intérieur de la fève avec de plus ou moins longues périodes de sommeil. 
Elle consomme l'intérieur de la fève, puis y tisse un véritable cocon. Si la coque est trouée, la larve la répare avec sa soie.
Si les conditions de chaleur et d’humidité sont favorables, la larve se transforme alors en chrysalide.  L’orifice d’entrée refermé avec la soie permettra au papillon de s’échapper de la graine. Pendant cette étape de nymphose, la larve n’est plus active.
Le petit papillon terne gris et argent sort généralement de la fève au printemps, et ne vit ensuite que quelques jours.

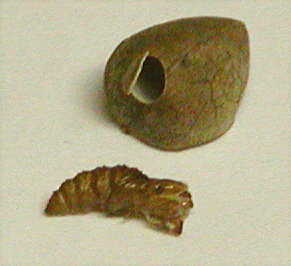
Enveloppe de la chrysalide, devant son pois évidé.

## Synonymes
Les synonymes usuels de cette espèce sont Carpocapsa saltitans ou Laspeyresia saltitans — carpo indiquant qu’elle vit dans une graine (voir Podocarpaceae), et saltitans faisant référence à son comportement sauteur.

## Régions d'origine
L’arbuste de Sebastiania croît principalement au Nord-Ouest du Mexique dans la région de Sonora et Alamo (appelée localement « la capitale mondiale du pois sauteur »), et les régions de Tacámbaro et Turicato dans le sud-ouest (région du Michoacán). On le trouve aussi dans les États du sud, notamment celui de Veracruz.

## Anecdotes
Le numéro 137 du magazine Pif Gadget du 4 octobre 1971 qui proposait cet étrange cadeau atteindra le tirage record de 1 million[réf. souhaitée] d'exemplaires. La formule sera reprise plus tard, notamment dans des éditions régionales.